# Vœu de silence
Un vœu de silence est une pratique durant laquelle un individu s'engage (pour lui-même ou d'autres personnes) à ne pas s'exprimer verbalement pendant une période déterminée, généralement liée à une pratique pieuse (chrétienne ou autre), pénitentielle, voire commémorative (pour de courtes périodes). Il ne constitue cependant pas l'un des trois vœux monastiques qui s’appliquent dans la plupart des congrégations catholiques (pauvreté, obéissance et chasteté).
Paradoxalement l'attribution du Vœu de silence à un ordre religieux catholique (comme les Chartreux ou les Trappistes ) est très répandue et peut s'expliquer par l'existence du silence monastique qui ne consiste pas à ne jamais s'exprimer mais à « peser ses mots » et garder le silence dans la plus grande partie de son existence monastique.

## Définition
Lorsqu'un individu fait vœu de silence durant une période déterminée, il s'engage à ne pas parler et à rester silencieux, généralement à des fins spirituelles ou méditatives. Cette pratique a été observée par de nombreux ordres religieux tout au long de l'histoire, qu'ils soient chrétiens ou non. Le philosophe grec antique Pythagore demandait à ses étudiants d'observer des vœux de silence durant certaines périodes significatives alors qu'ils suivaient son enseignement.

## Dans la pratique religieuse

### Dans le christianisme
Sans être une règle absolue, le silence est un des principes fondamentaux de la vie monastique, mis en avant par les pères du monachisme. C'est un élément jugé indispensable pour aider les moines à passer leurs journées donc leur vie recueillie en Dieu, ne réservant l'usage de la parole qu'à certaines occasions. Cet usage prononcé du silence est à l'origine de la langue des signes monastique.
Dans l'Ordre cistercien de la Stricte Observance (dont les moines sont familièrement appelés trappistes), la pratique du silence est la règle mais il ne s'agit pas d'un vœu de silence, stricto sensu car il existe trois motifs pour parler : la communication utile au travail ou pendant les dialogues communautaires, l’échange spirituel avec les autres religieux sur des sujets de vie personnelle et, enfin, la conversation spontanée en des occasions spéciales.

### Dans les autres religions
Dans le bouddhisme tibétain, le vœu de silence est une pratique qui consiste à s’abstenir de parole durant une certaine période ce qui permet de « réduire l’agitation mentale, de mieux comprendre la nature de ses pensées et de cultiver une parole plus juste et bienveillante ». Le silence aide aussi à créer un environnement intérieur propice à la méditation et à la contemplation.
Sur l'île de Bali où la religion hindoue est majoritaire, les pratiquants s'imposent une journée complète de silence, dénommée Nyepi (nouvel an balinais) durant laquelle ils s'imposent avec d'autres pratiques, l'interdiction de parler ou de rire.

## Dans les autres pratiques

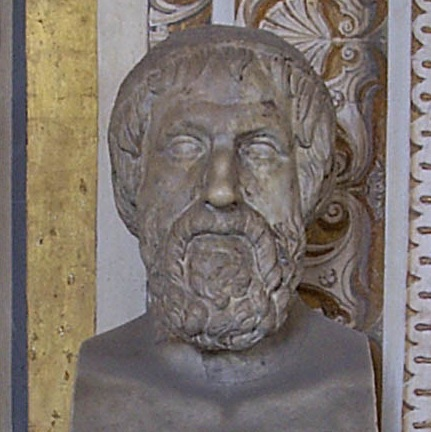
Pythagore

L'enseignement de Pythagore, philosophe grec qui exerçait à Crotone, est lié à une discipline du silence afin d'apaiser l'esprit par le contrôle de la parole. Celui-ci imposait à ses élèves et ses disciples une règle de cinq ans de silence.
Le vœu de silence (souvent concerté entre plusieurs individus) le plus connu et exercé durant une période très courte, est la minute de silence (en anglais « Moment of silence »). Il marque le consensus d'un groupe et offre l'occasion d'une manifestation d'opposition sans émettre de son ni même faire un seul bruit. Dans les pays anglo-saxons, la coutume de commémorer le premier anniversaire de l’armistice de 1918 (fin de la Première Guerre mondiale) impose un silence de deux minutes.
La loi du silence, souvent reprise sous le terme d'omerta est une règle, d'origine sicilienne tacite imposée, à l'origine par des organisations criminelles, dans le cadre de leurs affaires. Par extension, ce terme évoque le silence qui s'impose dans toute communauté d'intérêts (famille, groupes sociaux, etc...).
Aux États-Unis, le Day of Silence, organisé par le GLSEN (Gay, Lesbian & Straight Education Network), se déroule en avril depuis 1996. Cette journée d’action a pour but de faire connaître les conséquences de l’intimidation et du harcèlement de personnes LGBTQIA+. Les étudiants font alors vœu de silence durant toute une journée afin de « représenter symboliquement le silence des victimes ».
Le vœu de silence médiatique est, pour une personnalité souvent présente dans les médias, un souhait de ne plus s'exprimer dans l'ensemble de ces moyens de diffusion auprès du grand public.

## Dans la culture populaire

### Littérature
Au Diogenes Club, un gentlemen's club fictif imaginé par Arthur Conan Doyle et présent dans deux nouvelles des aventures de Sherlock Holmes, il est interdit à tout membre de s’occuper de son voisin avec la défense absolue de parler.

### Cinéma
Le Grand Silence (Die große Stille), documentaire franco-helvéto-allemand réalisé par Philip Gröning sur les moines de la Grande Chartreuse, sorti en 2005, présente ces religieux en appuyant sur leur désir de silence mais ceux-ci pratiquent des chants religieux durant l'office de nuit.